# Terenci Lucà
Terenci Lucà, en llatí Terentius Lucanus, fou un poeta còmic romà, esclau del senador Publi Terenci Lucà, que li va donar la llibertat i va agafar el seu nom. Sembla que abans es deia Suetoni. Va deixar algunes comèdies escrites que s'han perdut.
Plini el Vell a la Naturalis Historia, parla d'un pintor amb el nom de Gai Terenci Lucà.